# Oxira deprivata
Oxira deprivata är en fjärilsart som beskrevs av Walker 1869. Oxira deprivata ingår i släktet Oxira och familjen nattflyn. Inga underarter finns listade i Catalogue of Life.